# Xosé Cid Menor
Xosé Cid Menor, nacido en Santa Cruz da Rabeda (San Ciprián de Viñas), Orense el 4 de agosto de 1946, es un escultor español.

## Trayectoria
Autodidacta, reside en Taboadela y es padre del también artista Rosendo Cid Menor.
Se relaciona su obra con la de los miembros del grupo Os Artisiñas y con la del escultor Manuel García de Buciños.

## Obras públicas
Estas son sus obras públicas:
- Monumento al Afilador en Santiago de Compostela, 1974.
- Escultura en piedra en la Facultad de las Ciencias Económicas y Empresariales de la USC, 1980.
- Monumento a San Rosendo en Entrimo, 1981.
- Santa Eufemia en la fachada de la iglesia homónima de Orense, 1985.
- Monumento a San Rosendo, Orense, 1985
- Escultura en la plaza Paz Nóvoa, Orense, 1986.
- Monumento a Concepción Arenal en Ferrol, 1987.
- Monumento a la Juventud en el colegio Casas do Vento en La Coruña, 1987.
- Grupo escultórico en el colegio de Melón, 1988.
- Monumento a San Mamede en Montederramo, Orense, 1989.
- Grupo escultórico en el Polígono das Lagoas, Orense, 1990.
- Monumento al cura y poeta Ramón María en Soutopenedo, 1991.
- Tres esculturas en piedra en el Instituto Nacional de Educación Física de Oleiros, 1992.
- Monumento a la familia en Taboadela, 1994.
- Monumento a Breogán cerca de la Torre de Hércules en La Coruña, 1995.
- “Sicut Inquirentes in Carbonem” en el Instituto de Carboquímica del CSIC, Zaragoza, 1995.
- "Home da Rabeda" en el Parque Miño, Orense, 1996.
- Caminantes en la avenida de Santiago, Orense, 1997.
- Monumento al emigrante en Beariz, 1997.
- Monumento al afilador, Orense, 1998.
- Monumento a la castañeira, Orense, 2001.
- Guerreiro Gardián en el Pazo de Villamarín, Orense, 2002.
- Monumento al Caballo, Centro Ecuestre de Antela, Orense, 2005.
- Monumento a Eduardo Blanco Amor en Orense, 2007.
- "Nimbos de Luz", homenaje a Xosé María Díaz Castro en la Ínsua dos Poetas en Madarnás,Carballino